# Rolando Rocchi (cestista)
Rolando Rocchi (Roma, 20 aprile 1936 – 19 settembre 1983) è stato un cestista e allenatore di pallacanestro italiano.

## Carriera
Ha militato nella Stella Azzurra Roma e nella Lazio. Ha collezionato 15 presenze ed 89 punti con la maglia della Nazionale, con cui ha preso parte agli Europei 1957.
Nella stagione 1981-1982 ha allenato il Gad Etna Catania. Inoltre è stato allenatore a Rieti, Terni, della Vis Nova, del Basket Roma e della Lazio.